# Багратіон Петро Іванович
Петро́ Іва́нович Багратіо́н (рос. Пётр Иванович Багратион, груз. პეტრე ბაგრატიონი; 1765 — 12 (24) вересня 1812),  російський генерал. Герой  франко-російської війни 1812 року.

## Біографія

### Походження
Народився на Північному Кавказі, у Кизлярі.
Походив зі стародавнього грузинського князівського роду, в якому служба в російської армії стала сімейною традицією. Навчався в кизлярській школі для обер- і унтер-офіцерських дітей. Військову службу почав у 1782 році. Першим військовим званням був чин сержанта Астраханського мушкетерського полку. Перший бойовий досвід набув у зіткненнях із горцями, що нападали на Кавказьку укріплену прикордонну лінію.

### Військова служба
Офіцером князь Багратіон здобув перші військові нагороди й популярність у рядах російської армії під час російсько-турецької війни 1787–1791 років і Польської кампанії 1793–1794 років. На нього звернув увагу Олександр Васильович Суворов. У 1798 році Багратіон був призначений командиром 6-го єгерського полку. На цій посаді він виявив себе як чудовий військовий педагог, вихователь солдатів.
Талант Багратіона-воєначальника розкрився під прапорами Суворова під час італійського й швейцарського походів 1799 року. Під час швейцарського походу в бою на гірському перевалі Сен-Готтард російський авангард під командуванням Багратіона блискуче виконав своє завдання, і багато в чому завдяки цьому французам довелося, зазнаючи великих втрат, звільнити шлях суворовським військам.
У своїх наказах і повідомленнях імператорові Павлові I у далекий від Швейцарії й Італії Санкт-Петербург Суворов постійно відзначав заслуги Багратіона.
Визнання прийшло до Багратіона після битви під Аустерліцом 2 грудня 1805 року, яку Наполеон вважав «сонцем» у своїй військовій біографії. Армія французького імператора нараховувала 75 тисяч осіб, його супротивники (російсько-австрійська армія) мали 85 тисяч чоловік і 278 гармат. Союзною армією формально командував генерал Кутузов, але в ході бою в його рішення постійно втручалися російський імператор Олександр I і австрійський імператор Священної Римської імперії Франц II. Багратіон командував військами правого крила союзної армії, що тривалий час стійко відбивали всі атаки французів. Коли переможна чаша ваг стала схилятись у бік наполеонівської армії, майже оточені війська Багратіона склали ар'єргард союзної російсько-австрійської армії, прикривши собою відхід головних сил і зазнавши при цьому великих втрат.
Під час Російсько-пруссько-французької війни 1806–1807 років генерал Багратіон знову командував ар'єргардом союзної армії, яка відзначилась у великих боях на території Східної Прусії — під Пройсіш-Ейлау й під Фрідландом. У першому з них, що відбувся 7–8 лютого 1807 року, генерал Багратіон командував ар'єргардом російської армії, прикриваючи її відхід до Пройсіш-Ейлау. В нагороду за успішне виконання поставленого завдання генерал-лейтенант Багратіон одержав почесну золоту Георгіївську зброю — шпагу, прикрашену діамантами, з надписом «За бій під Пройсіш-Ейлау». На той час він уже мав за Шенграбен полководницьку нагороду — орден Святого Георгія 2-й ступеня.
Під час Російсько-турецької війни 1806–1812 років генерал Багратіон із серпня 1808 року по березень 1810-го був головнокомандуючим російською Молдавською армією. У серпні 1811 року Багратіона призначили командуючим Подільською армією, яка в березні наступного року була перейменована в 2-у Західну армію. Разом із 1-ю Західною армією М. Б. Барклая-де-Толлі вона прикривала кордон Росії.

### Франко-російська війна
На початку Франко-російської війни 1812 року генерал Багратіон вивів свою 2-у Західну армію від Вилковиська до Смоленська на з'єднання з 1-ю Західною армією. Цей маневр не дозволив Наполеону розгромити російські армії біля кордону поодинці й тим самим змусити офіційний Санкт-Петербург підписати з Францією мир на вигідних для неї умовах.
З перших днів війни 1812 року Багратіон виступав за активні дії проти наполеонівської Великої армії, наполягаючи на якнайшвидшому генеральному бою з французами. Однак у тій ситуації він міг не дати бажаної стратегічної перемоги, і з цього приводу Багратіон постійно конфліктував із Барклаєм-де-Толлі, військовим міністром Російської імперії.
26 серпня, у самий розпал Бородінської битви, командувач 2-ї Західної армії Багратіон одержав важке поранення осколком ворожої гранати в ногу. З поля бою Багратіона відвезли в маєток його друга, князя Бориса Андрійовича Голіцина, поблизу села Сими Володимирської губернії, де він незабаром помер.
З ініціативи одного з героїв франко-російської війни 1812 року, гусарського поета-партизана, генерала Д. В. Давидова, прах Багратіона був урочисто перенесений із села Сими на бойовище й похований на Курганній висоті біля підніжжя пам'ятника героям Бородіно.

## Багратіон у мистецтві
- Князь Багратіон згадується як другорядний персонаж у романі "Війна і мир" російського письменника Льва Толстого.
- Князя Багратіона зображено у кінострічках: "Суворов" (1941), "Кутузов" (1943), "Війна і мир" (1967), "Багратіон" (1985).

## Пам'ять
- 3127 Багратіон — астероїд, названий на честь полководця[3].
- Багратіон у філателії: поштова марка СРСР 1962-ого году, поштовий конверт СРСР 1990-ого року, поштова марка Росії 2015-ого року.

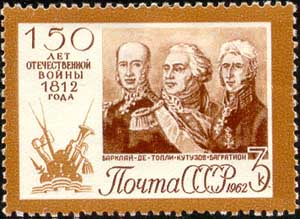
Поштова марка СРСР
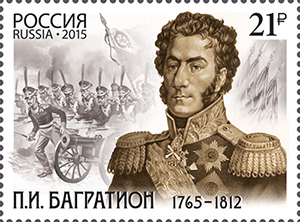
Поштова марка Росії